# Eremias nigrolateralis
Eremias nigrolateralis este o specie de șopârle din genul Eremias, familia Lacertidae, ordinul Squamata, descrisă de Rastegar-pouyani și Nilson 1998. A fost clasificată de IUCN ca specie cu risc scăzut. Conform Catalogue of Life specia Eremias nigrolateralis nu are subspecii cunoscute.